# 宝井琴凌 (3代目)
三代目 宝井 琴凌（たからい きんりょう、1859年（安政6年）12月 - 1936年（昭和11年）3月4日）は、講談師。本名∶森田 半次郎。
1880年、二代目宝井琴凌に入門し、琴州と名乗る。のちに琴梅と改める。1898年、二代目宝井琴凌が四代目宝井馬琴を名乗ったことに伴って、三代目宝井琴凌を襲名する。五代目宝井馬琴の名跡は、宝井琴鶴が継ぐこととなった。これは琴鶴が四代目の死後に未亡人を引き取って面倒を見たからだという。1936年3月4日、死去。
「加賀騒動」などの御家物や世話物を得意とした。琴凌襲名直後は評価は高くなかったが、明治40年頃から大正時代にかけて、評価を高めた。ただし、テンポが遅かったため、「ダレ場読みの大家」「不運な名人芸」とも評された。